# Massif de l'Authion
Pour les articles homonymes, voir Authion.
Le massif de l’Authion (Aution sur les anciennes cartes françaises) est un massif de montagnes faisant partie des Préalpes de Nice, dans les Alpes du Sud, et situé dans le département des Alpes-Maritimes au nord-est du col de Turini dans le parc national du Mercantour.
Il était considéré comme une position stratégique par son aspect de forteresse naturelle contrôlant les vallées de la Vésubie à l'ouest et de la Roya à l'est, cette dernière étant empruntée par la route reliant Nice au Piémont (vers Turin).

## Géographie
Le massif de l’Authion culmine à 2 080 m à la pointe des Trois Communes. Ce massif comporte un ensemble de sommets proches les uns des autres, les trois principaux étant la pointe des Trois Communes (2 080 m), l'Authion (2 078 m) et Mille Fourches (2 042 m). Ils comptent parmi les sommets dépassant 2 000 m les plus méridionaux des Alpes.
Il domine les proches vallées du Caïros au nord-est et de la Bévéra au sud, ainsi qu'au loin à 20 km au nord-est le col de Tende (frontière franco-italienne).

## Histoire

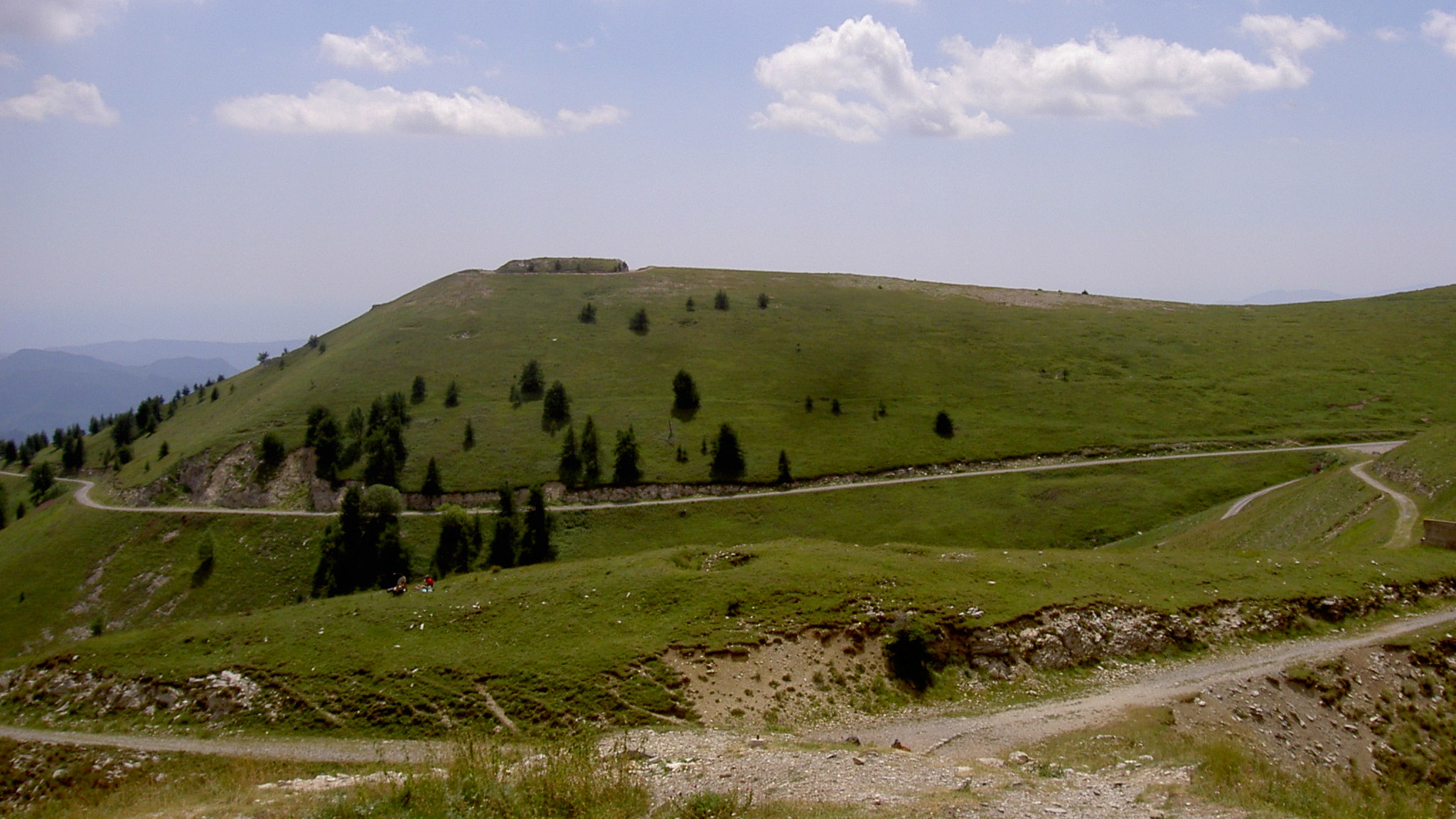
Fort de La Forca (2078 m), massif de l’Authion.

Le massif de l’Authion occupe une position stratégique, et a joué un rôle important dans la défense du comté de Nice, entre la Savoie et la France, soit du point de vue des Piémontais, soit de celui des Français.
Les armées de ces deux pays s’y affrontent lors de la guerre de Succession d'Autriche (1744 -1748), puis en juin 1793.
Il fut le lieu de combats des guerres de la Révolution, en 1793 et 1794 ; les armées françaises de Masséna tentèrent de le conquérir pour envahir le Piémont au cours de la guerre contre les Austro-Sardes. Après un échec sanglant, une opération de contournement menée par les Français obligea les Austro-Sardes à évacuer leurs positions défensives pour éviter l'encerclement.

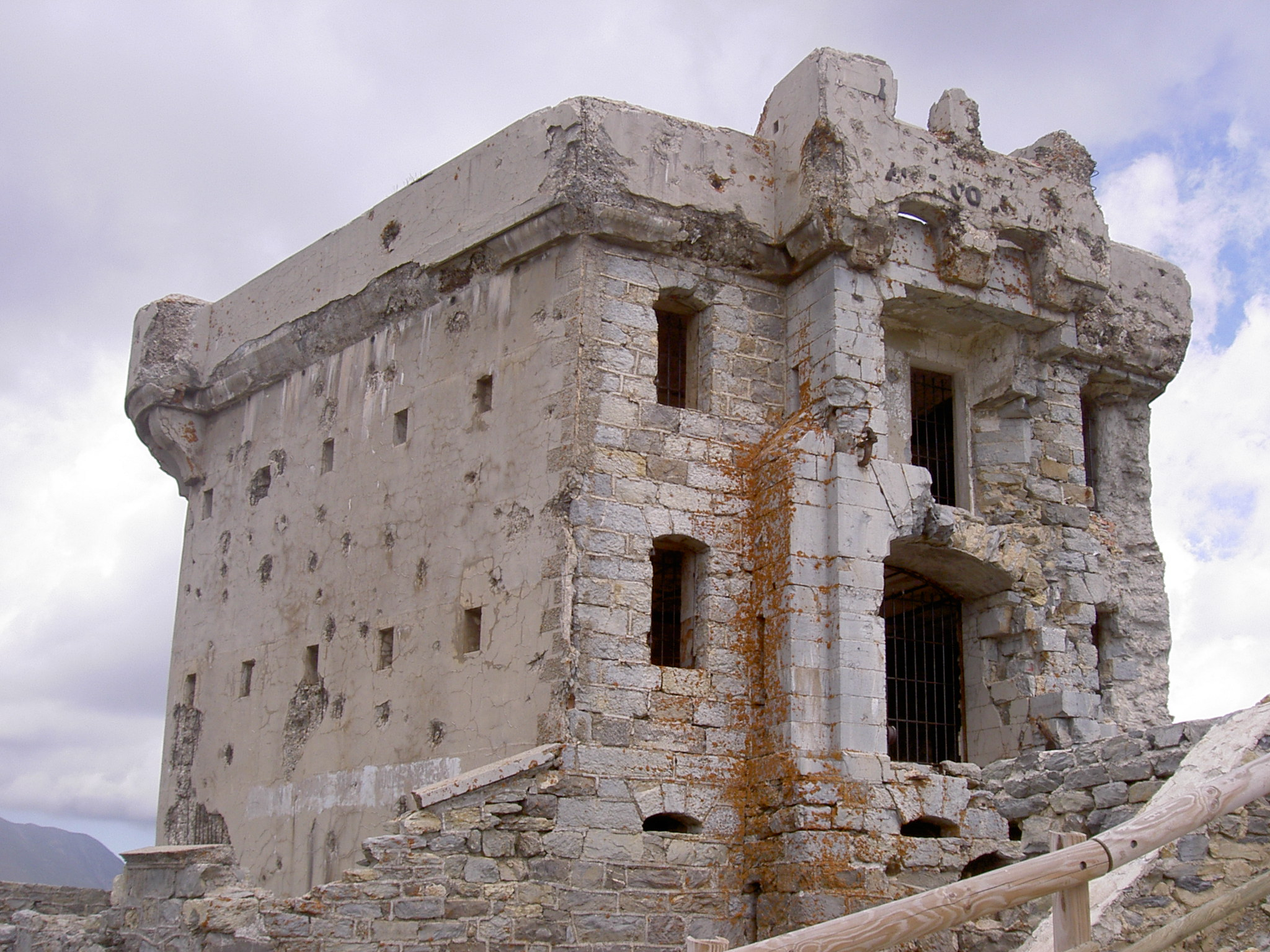
La redoute des Trois communes (2080 m).

À la fin de la Seconde Guerre mondiale, en avril 1945, le massif est défendu par la 34e DI allemande et des troupes de montagne retranchées dans un réseau de fortifications sur une série de buttes : le fort de la Forca (2 078 m), la redoute des Trois-Communes (2 080 m bâtie sur un sommet situé à la limite des communes de Breil-sur-Roya, Saorge et La Bollène-Vésubie), l'ouvrage de Plan-Caval (1 932 m) et le fort de Mille Fourches (2 042 m).  Du 10 au 28 avril 1945, les unités de la 1re division française libre (DFL) lancent l'assaut sur les positions allemandes par le sud. Après des combats difficiles, le fort de Mille Fourches tombe le 11 avril 1945, suivi du fort de la Forca et de l'ouvrage de Plan-Caval. Le 12 avril, enfin, la redoute des Trois-Communes est prise d'assaut par un char soutenu par cinq soldats volontaires. L’ensemble du front allemand s’effondre le 24 avril 1945.
Plusieurs centaines de soldats des deux camps (273 tués et 644 blessés) ont laissé leur vie dans cette bataille, l’une des dernières sur le territoire français, qui ouvre le chemin des crêtes italiennes et permet aux troupes françaises de poursuivre vers l'Italie.